# Chooz
Chooz [ʃoː] (auf wallonisch: Tchô) ist eine französische Gemeinde mit 792 Einwohnern (Stand 1. Januar 2022) im Département Ardennes der Region Grand Est. Bekannt ist die Gemeinde als Standort des Kernkraftwerkes Chooz. Chooz liegt im 2011 gegründeten Regionalen Naturpark Ardennen.

## Bevölkerungsentwicklung
| Jahr                      | 1962 | 1968 | 1975 | 1982 | 1990 | 1999 | 2007 | 2014 |
| ------------------------- | ---- | ---- | ---- | ---- | ---- | ---- | ---- | ---- |
| Einwohner                 | 630  | 655  | 809  | 802  | 803  | 749  | 764  | 754  |
| Quelle: Cassini und INSEE |      |      |      |      |      |      |      |      |

## Sehenswürdigkeiten
- Statue von Chooz des Bildhauers Georges Saulterre

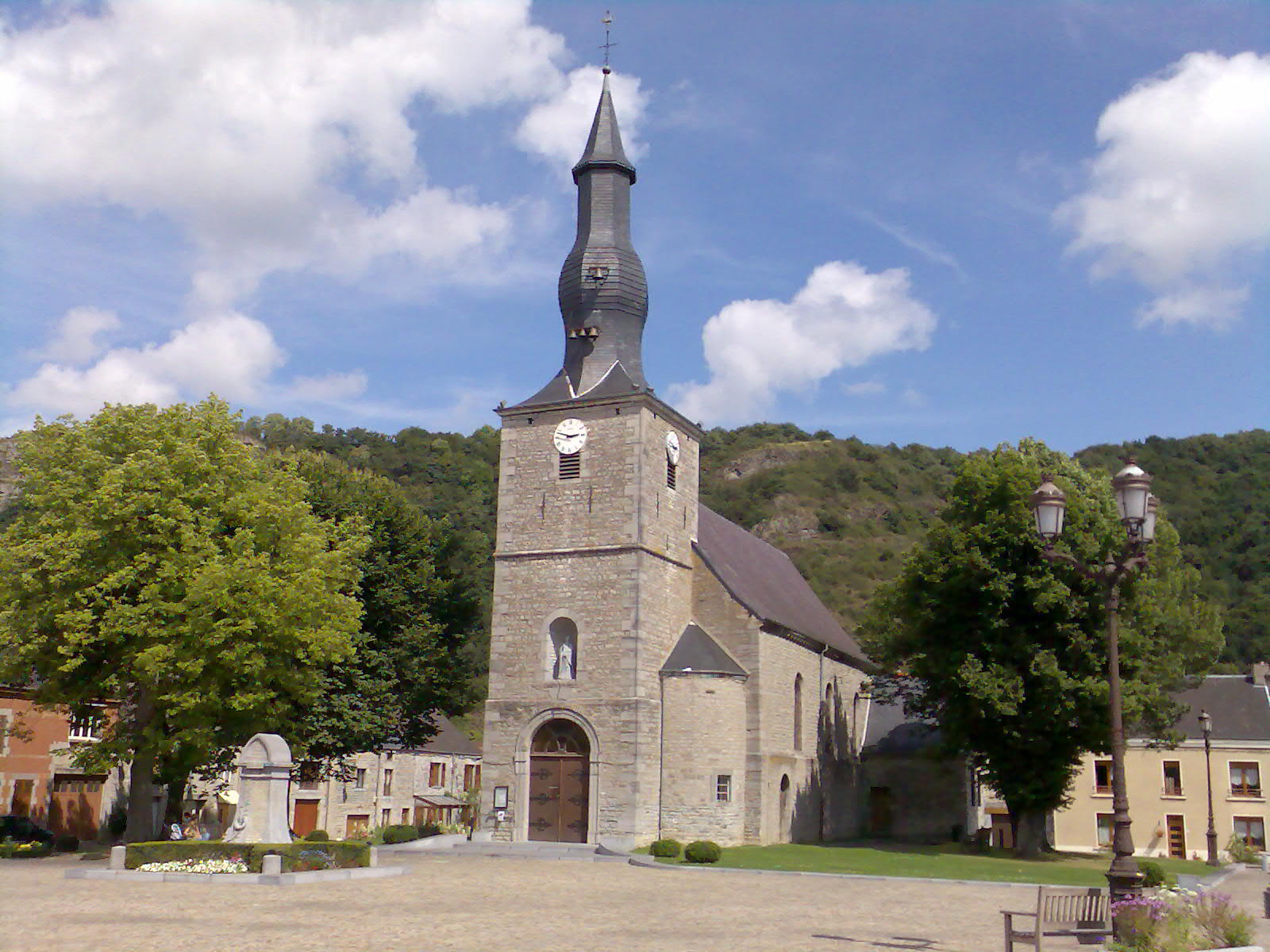
Kirche Saint-Remi
- Friedhofskapelle Saint-Roch
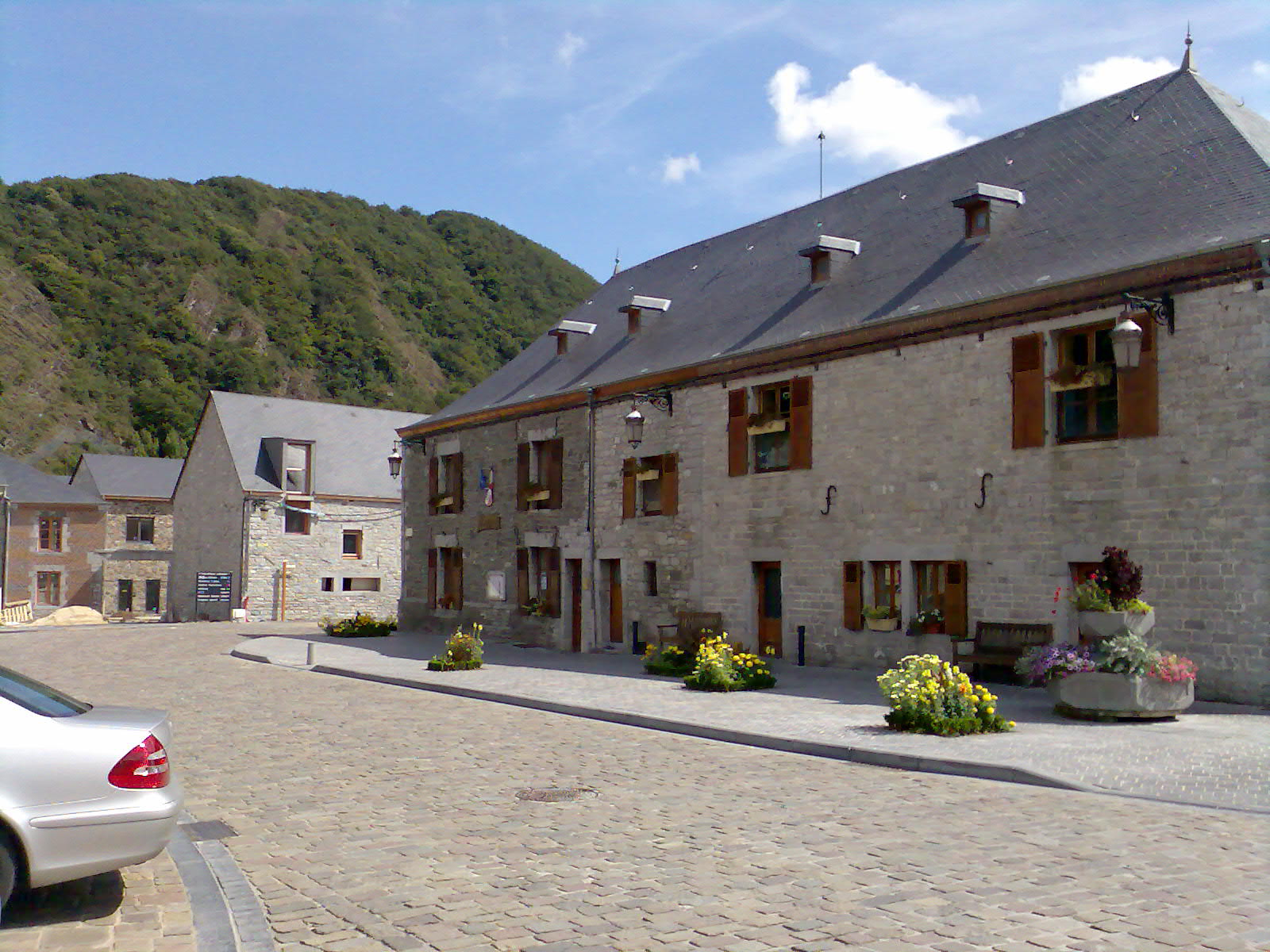
Bürgermeisterhaus (Mairie)

- Kirche Saint-Remi
- Bürgermeisterhaus (Mairie)